# Портчестер
Портчестер — местность и пригород в 6 км к северо-западу от Портсмута, Англия. Часть района Фархэм в Гэмпшире.

## История
Форт Portus Adurni (от которого и произошло название Портчестер, путём добавления древнеанглийского суффикса «ceaster» — форт, укреплённый город) считался наиболее хорошо сохранившимся римским фортом к северу Альп.
После нормандского завоевания, был построен замок, который стал королевской резиденцией. С 1665 года Портчестер часто использовался для размещения иностранных военнопленных, особенно во время войн с Францией (1793 и 1815).

## Достопримечательности
Портчестерский замок и приходская церковь Св. Марии занесены в список охраняемых зданий первой категории.
Школы
- Начальная школа «Wicor»
- Северная детская школа
- Северная младшая школа
- Начальная школа «Red Barn»
- Замковая начальная школа

Спорт
В Портчестере существует футбольный клуб, который играет в «Wicor Recreation Ground». Клуб находится вне лиги АФК Портчестера.

## Известные жители
- Майк Хэнкок — бывший депутат от Портсмутского Юга и бывший советник от прихода Фраттон
- Нил Гейман — английский писатель-фантаст, автор графических романов и комиксов, сценарист к фильмами.
- Нил Эстми — издатель и основатель издания Bloodaxe Books.
- Стив Риджуэй — исполнительный директор Virgin Atlantic Airways.
- Эмили Фармер — художник-акварелист.

## Города-побратимы
- Порт-Честер, Нью-Йорк, США